# Maxibon
Maxibon® è un tipo di sandwich gelato prodotto da Motta immesso sul mercato da Italgel (gruppo SME) nel 1989, e successivamente prodotto da Nestlé (dopo l'acquisizione della società italiana da parte della multinazionale svizzera) dal 1993 e da Froneri (joint venture tra il gruppo inglese R&R e la stessa Nestlé che ha rilevato le attività nel settore dei gelati di quest'ultima) dal 2016.

## Caratteristiche del prodotto

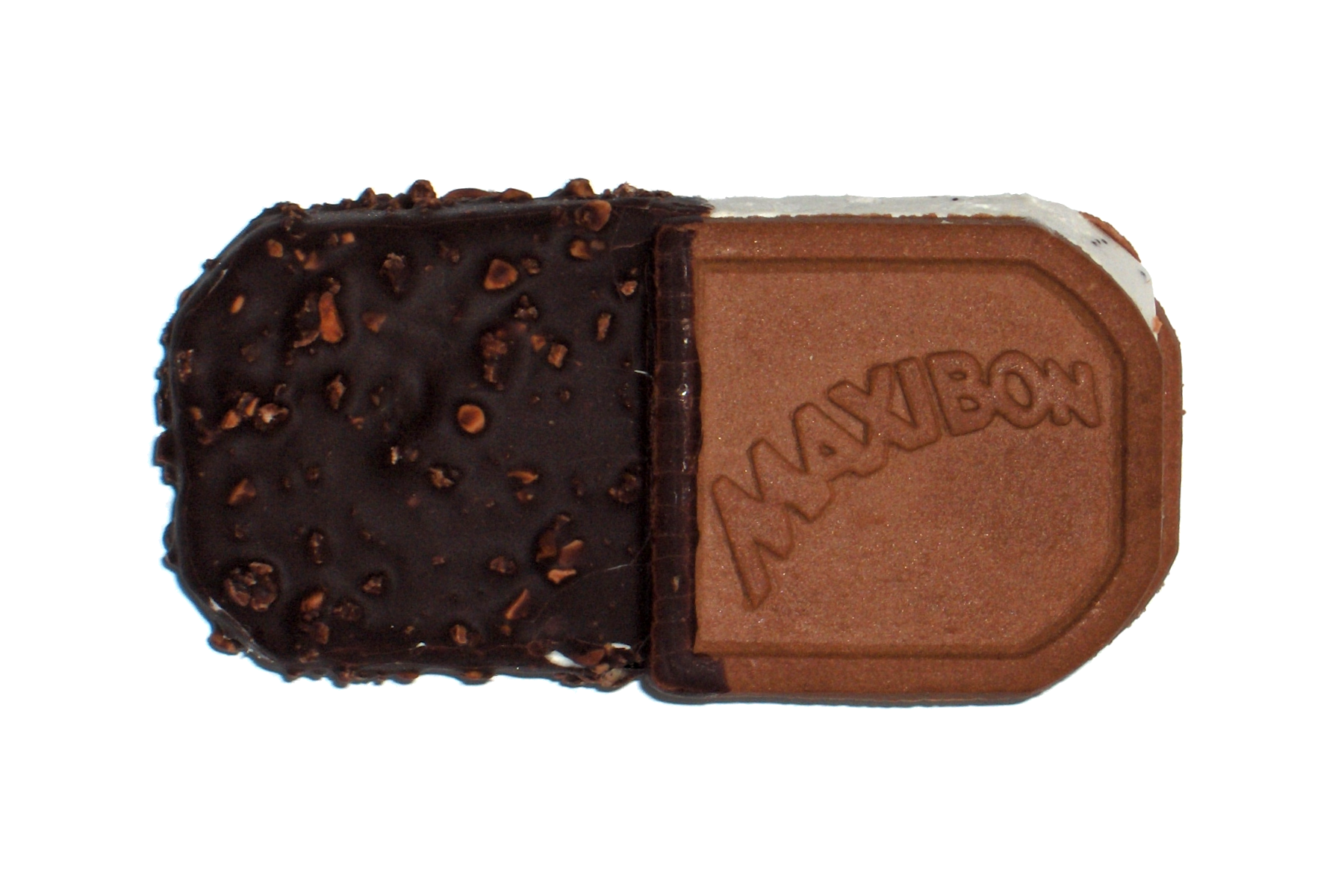
Un Maxibon classico

Nella sua versione originaria consiste sostanzialmente in un blocco di gelato al gusto di vaniglia con pezzettini di cioccolato (stracciatella), rivestito da una copertura solida al cacao con granella di nocciola e biscotto da una parte e racchiuso fra due fette di biscotto al cacao dall'altra. Diverse varianti sono state introdotte negli anni successivi. 
Un Maxibon in formato classico pesa 96 g e misura circa 140 ml in volume, con un contenuto energetico di circa 1 280 chilojoule (310 000 cal), che può variare leggermente a seconda dei dettagli di preparazione.

## Storia
Maxibon è un prodotto originariamente creato in Italia da Gelati Motta (Italgel), e diffuso poi nei mercati internazionali da Nestlé a partire dal 1993, quando il colosso svizzero dell'alimentare rilevò la società da SME. Nei vari mercati del continente americano, era commercializzato da Nestlé con il nome Tandem. Dal 2016 il marchio appartiene a Froneri, joint venture tra il gruppo inglese operante nel ramo del freddo R&R e la stessa Nestlé, che ha rilevato le attività e la proprietà dei suoi marchi nel settore di quest'ultima.

### Promozione
Storici sono gli spot pubblicitari che hanno promosso questo prodotto girati dal regista Daniele Luchetti. Negli anni novanta proprio grazie alle pubblicità del Maxibon Motta ha infatti preso il via la carriera di Stefano Accorsi, e successivamente quella di Cristiana Capotondi. Celebre la frase in inglese maccheronico che caratterizzava lo spot del 1994 "Du gust is megl che uan", che a quei tempi ha costituito un vero e proprio tormentone. Nello spot compariva anche l'attice spagnola Marián Aguilera (la "rossa" delle turiste).

## Gusti e varianti
Oltre alla versione originale con gelato alla vaniglia. biscotto cacao, copertura al cacao magro e stracciatella alla stracciatella, nel corso degli anni sono state introdotte sul mercato diverse varianti del prodotto.
- Maxibon Mini: venduto al dettaglio in confezioni da 6, ha un peso di 85 g.
- Maxibon Cookie: formato da un biscotto con gocce di cioccolato, gelato alla vaniglia, granella di cioccolato e copertura al cacao e latte.[8]
- Maxibon Pops: tronchetti di gelato alla vaniglia ricoperti con cacao scuro, distribuiti in confezioni da più pezzi.[9]
- Maxibon 360°: composto interamente da pasta di biscotto, è di forma circolare, farcito da un lato con vaniglia mista a pezzettini di cioccolato e dall'altro solo cioccolato.[10]
- Maxibon Black Cookie: gelato al cioccolato con granella di cioccolato (5%) e biscotti al cacao con gocce di cioccolato (24%) e copertura al cacao (13%) con granella di nocciole (0,5%) e granella di biscotti (0,5%).[11]
- Maxibon Cereal Mix: gelato al gusto di panna con riso soffiato con copertura di cioccolato e granella di cioccolato (2,5%), copertura con cioccolato bianco (12,5%), fiocchi di mais con copertura al cacao (1,5%) e biscotti ai cereali (frumento, orzo, segale, avena, riso).[12]

Sul mercato è presente anche il Maxicono, cono gelato lanciato sul mercato nel 1984 da Italgel insieme ad altri due prodotti della linea Maxi messi poi fuori produzione: Maxicup (coppa di gelato) e Maxistecco (gelato su bastoncino, all'epoca prodotto da SME-Alivar anche in versione merendina tradizionale, fuori produzione).